# 대한민국 형사소송법 제361조의5
대한민국 형사소송법 제361조의5는 항소이유에 대한 형사소송법의 조문이다.

## 조문
제361조의5(항소이유) 다음 사유가 있을 경우에는 원심판결에 대한 항소이유로 할 수 있다.
1. 판결에 영향을 미친 헌법·법률·명령 또는 규칙의 위반이 있는 때
2. 판결 후 형의 폐지나 변경 또는 사면이 있는 때
3. 관할 또는 관할위반의 인정이 법률에 위반한 때
4. 판결법원의 구성이 법률에 위반한 때
5. 삭제
6. 삭제
7. 법률상 그 재판에 관여하지 못할 판사가 그 사건의 심판에 관여한 때
8. 사건의 심리에 관여하지 아니한 판사가 그 사건의 판결에 관여한 때
9. 공판의 공개에 관한 규정에 위반한 때
10. 삭제
11. 판결에 이유를 붙이지 아니하거나 이유에 모순이 있는 때
12. 삭제
13. 재심청구의 사유가 있는 때
14. 사실의 오인이 있어 판결에 영향을 미칠 때
15. 형의 양정이 부당하다고 인정할 사유가 있는 때

第361條의5(抗訴理由) 다음 事由가 있을 境遇에는 原審判決에 對한 抗訴理由로 할 수 있다.  <개정 1963.12.13>
1. 判決에 影響을 미친 憲法·法律·命令 또는 規則의 違反이 있는 때
2. 判決 後 刑의 廢止나 變更 또는 赦免이 있는 때
3. 管轄 또는 管轄違反의 認定이 法律에 違反한 때
4. 判決法院의 構成이 法律에 違反한 때
5. 削除  <1963.12.13>
6. 削除  <1963.12.13>
7. 法律上 그 裁判에 關與하지 못할 判事가 그 事件의 審判에 關與한 때
8. 事件의 審理에 關與하지 아니한 判事가 그 事件의 判決에 關與한 때
9. 公判의 公開에 關한 規定에 違反한 때
10. 削除  <1963.12.13>
11. 判決에 理由를 붙이지 아니하거나 理由에 矛盾이 있는 때
12. 削除  <1963.12.13>
13. 再審請求의 事由가 있는 때
14. 事實의 誤認이 있어 判決에 影響을 미칠 때
15. 刑의 量定이 부당하다고 인정할 事由가 있는 때

[本條新設 1961.9.1]

## 판례
- 판결이유에 법령의 적용을 명시함에 있어서 피고인의 각 소위가 형 129조 1항에 해당한 다고 판시한 다음, 적용할 형으로 징역형을 선택하였음을 명시하지 아니하였다고 하더라도, '피고인의 각 죄가 형 37조 전단의 경합범이므로 형 38조 1항 2호, 50조에 의하여 경합범가중을 한 형기범위 내에서 피고인을 징역 6월에 처한다'고 이유를 기재한 이상, 수뢰죄의 소정형 중 징역형을 선택하였음을 판시하였다고 볼 수 있으므로, 이 점에 관하여 법령을 위반하여 판결에 영향을 미친 위법이 있다고 할 수 없다[1]

## 참고 문헌
- 손동권 신이철, 새로운 형사소송법(초판, 2013), 세창, 2013. ISBN 9788984114081

## 같이 보기
- 항소
- 항소이유서
- 대한민국 형사소송법 제383조 상고이유